# Bejcgyertyános
Bejcgyertyános ist eine ungarische Gemeinde im Kreis Sárvár im Komitat Vas. Die Gemeinde entstand 1928 durch den Zusammenschluss der Orte Bejc und Hegyhátgyertyános.

## Geografische Lage
Bejcgyertyános liegt 25 Kilometer südöstlich des Komitatssitzes Szombathely und 11,5 Kilometer südlich
der Kreisstadt Sárvár. Nachbargemeinden sind Nyőgér, Egervölgy, Meggyeskovácsi und Káld.

## Geschichte
Im Jahr 1907 gab es in der damaligen Kleingemeinde Bejc 115 Häuser und 578 Einwohner auf einer Fläche von 781  Katastraljochen und in der Kleingemeinde Hegyhátgyertyános 66 Häuser und 343 Einwohner auf einer Fläche von 4845  Katastraljochen.

## Gemeindepartnerschaften
- Gaberje, Slowenien, seit 2017[5]

## Sehenswürdigkeiten
- Glockenturm, erbaut 1818, im Ortsteil Felsőbejc
- Grabstätte von Lőrinc Scherg und seiner Ehefrau
- Pietà, erschaffen 1916 von József Hudetz
- Römisch-katholische Kirche Szűz Mária neve, erbaut 1862
- Waldgebiet mit Maria-Theresia-Quelle (Farkas erdő és Mária Terézia forrás), östlich des Ortes gelegen, eines der größten zusammenhängenden Waldgebiete in Westtransdanubien

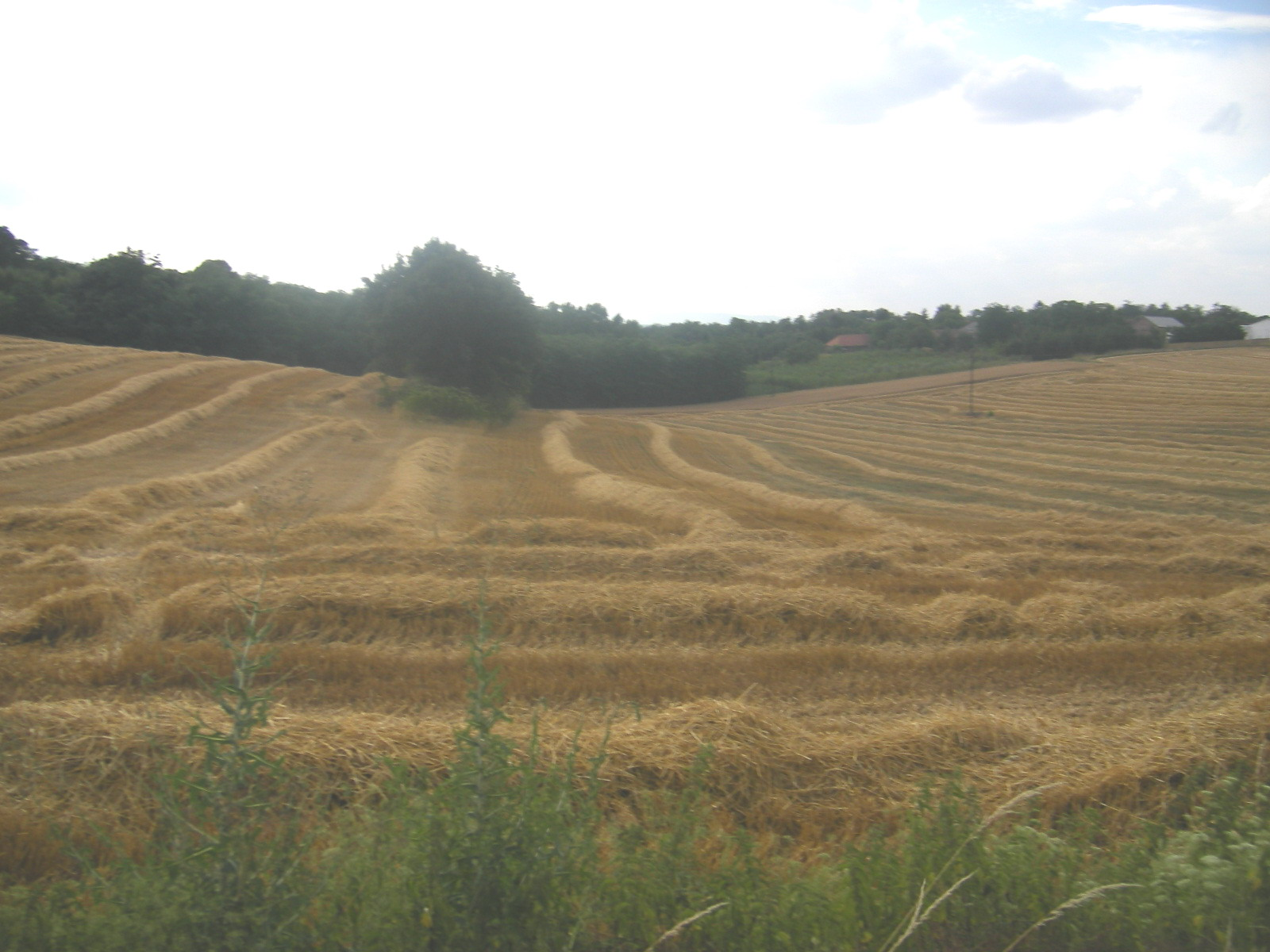
Felder zwischen Bejcgyertyános und Nyőgér

- Weltkriegsdenkmäler

## Verkehr
Durch Bejcgyertyános verläuft die Landstraße Nr. 8439. Es bestehen Busverbindungen nach Kám sowie über Nyőgér und Sótony nach Sárvár, wo sich der nächstgelegene Bahnhof befindet.